# 富國國家公園

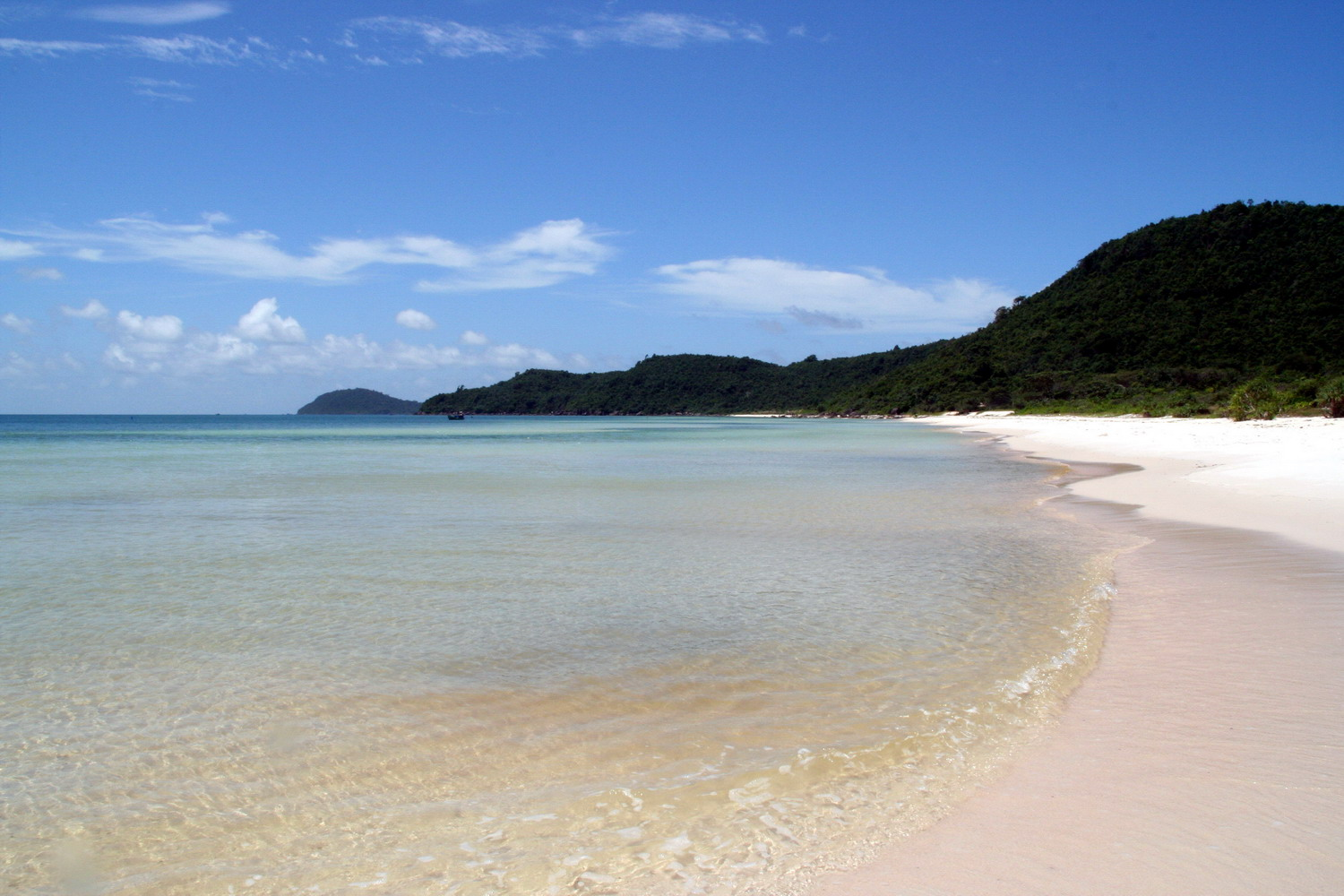

10°19′30″N 103°57′00″E / 10.32500°N 103.95000°E
富國國家公園是越南的國家公園，位於該國安江省的富國島，處於湄公河三角洲，成立於2001年6月8日，面積314平方公里，該地區有多種珊瑚生長。